# Charles Wheatstone
Charles Wheatstone (Reino Unido: /tʃɑːlz ˈwiːtstən/; Gloucester, 6 de febrero de 1802-París, 19 de octubre de 1875) fue un científico e inventor británico, que destacó durante la época victoriana, incluyendo el estereoscopio (aparato que creaba la ilusión de ver imágenes tridimensionales), la técnica Playfair de codificación, y el caleidófono. Wheatstone es más conocido por el aparato eléctrico que lleva su nombre, el puente de Wheatstone, utilizado para medir las resistencias eléctricas.
Wheatstone fue miembro de la Royal Society.

## Biografía
Charles Wheatstone nació en Barnwood, Gloucestershire. Su padre era un vendedor de música en la ciudad, quien se mudó a 128 Pall Mall, Londres, cuatro años más tarde, convirtiéndose en maestro de flauta. Charles, el segundo hijo, fue a una escuela del pueblo, cerca de Gloucester, y luego a varias instituciones en Londres. Una de ellas estaba en Kennington, y era custodiado por la señora Castlemaine, que quedó asombrada por su rápido progreso. No lejos del lugar del que sería su telégrafo operativo, de niño era muy tímido y sensible, le gustaba retirarse a un ático, sin más compañía que sus propios pensamientos.

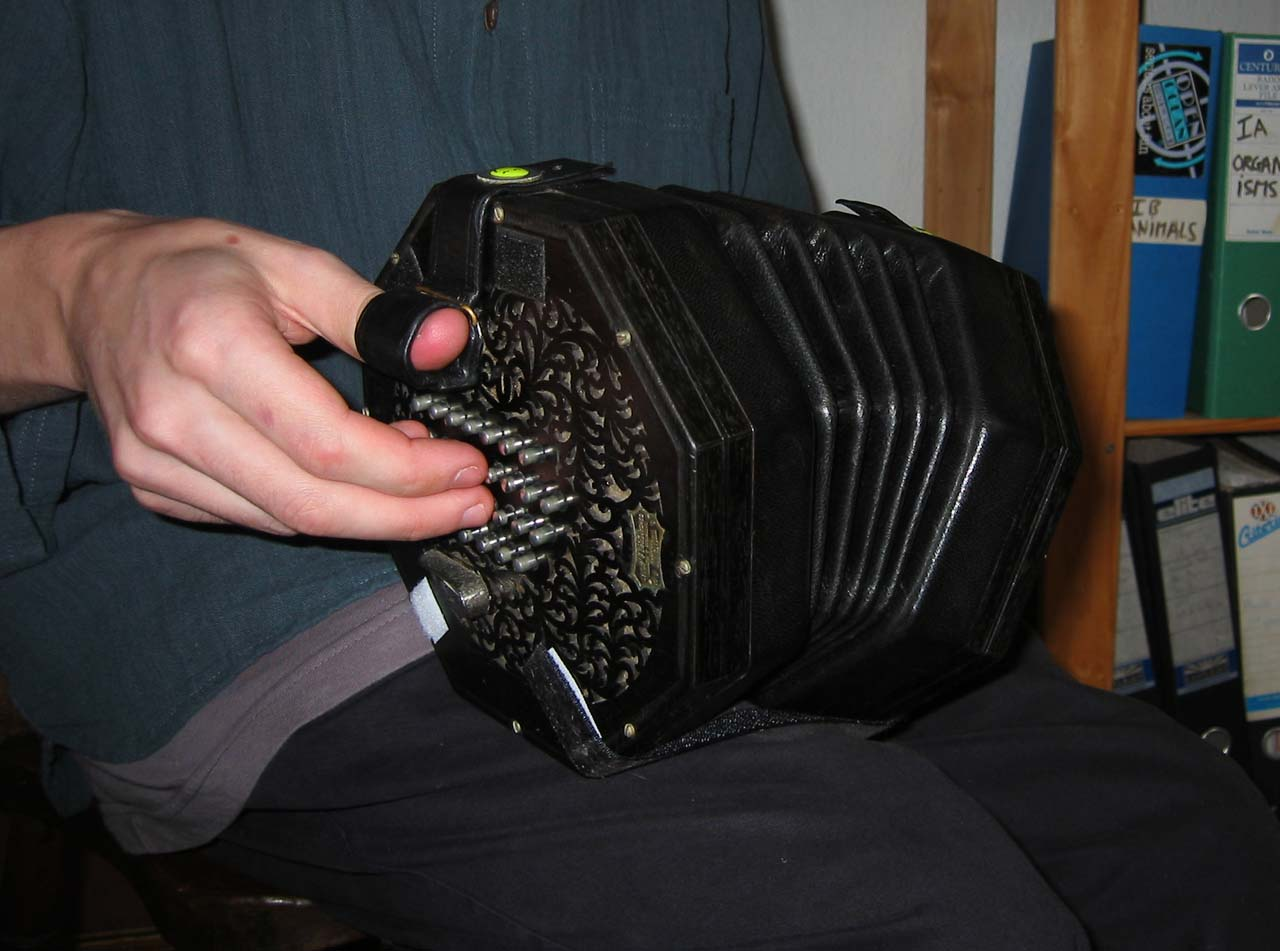
Wheatstone English concertina

Cuando tenía unos catorce años fue aprendiz de su tío , creador y vendedor de instrumentos musicales en Strand, Londres; pero mostró poco gusto por la artesanía o los negocios, y le encantaba estudiar libros. Su padre lo animó en esto, y finalmente lo sacó de la custodia del tío.
A la edad de quince años, Wheatstone tradujo poesía francesa, y escribió dos canciones, una de las cuales fue dada a su tío, quien la publicó sin saberlo como la composición de su sobrino. Algunas líneas suyas sobre la lira se convirtieron en el lema de un grabado de Bartolozzi. Pequeño para su edad, pero con una buena frente y ojos azules inteligentes, a menudo visitaba un viejo puesto de libros en las cercanías de Pall Mall, que entonces era una vía destartalada y sin pavimentar. La mayor parte de su dinero de bolsillo se lo gastaba en comprar los libros que le habían gustado, ya fueran cuentos de hadas, historia o ciencia. Un día, para sorpresa del librero, codició un volumen sobre los descubrimientos de Volta en electricidad, pero sin disponer de todo el precio, depositó unos centavos y se aseguró el volumen. Estaba escrito en francés, por lo que se vio obligado a ahorrar nuevamente, hasta que pudo comprar un diccionario. Luego comenzó a leer el volumen y, con la ayuda de su hermano mayor, William, repitió los experimentos descritos en él, con una batería casera, en el lavadero detrás de la casa de su padre. Al construir la batería, los niños filósofos se quedaron sin dinero para comprar las planchas de cobre requeridas. Solo les quedaban unas pocas monedas de cobre. Se le ocurrió una idea feliz a Charles, que era el espíritu principal en estas investigaciones: «Debemos usar los centavos», dijo él, y la batería pronto se completó.
En Christchurch, Marylebone, el 12 de febrero de 1847, Charles Wheatstone se casó con Emma West, hija de un comerciante Taunton y de hermosa apariencia. Emma murió en 1866, dejando a una familia de cinco niños pequeños. Su vida doméstica fue tranquila y sin incidentes.

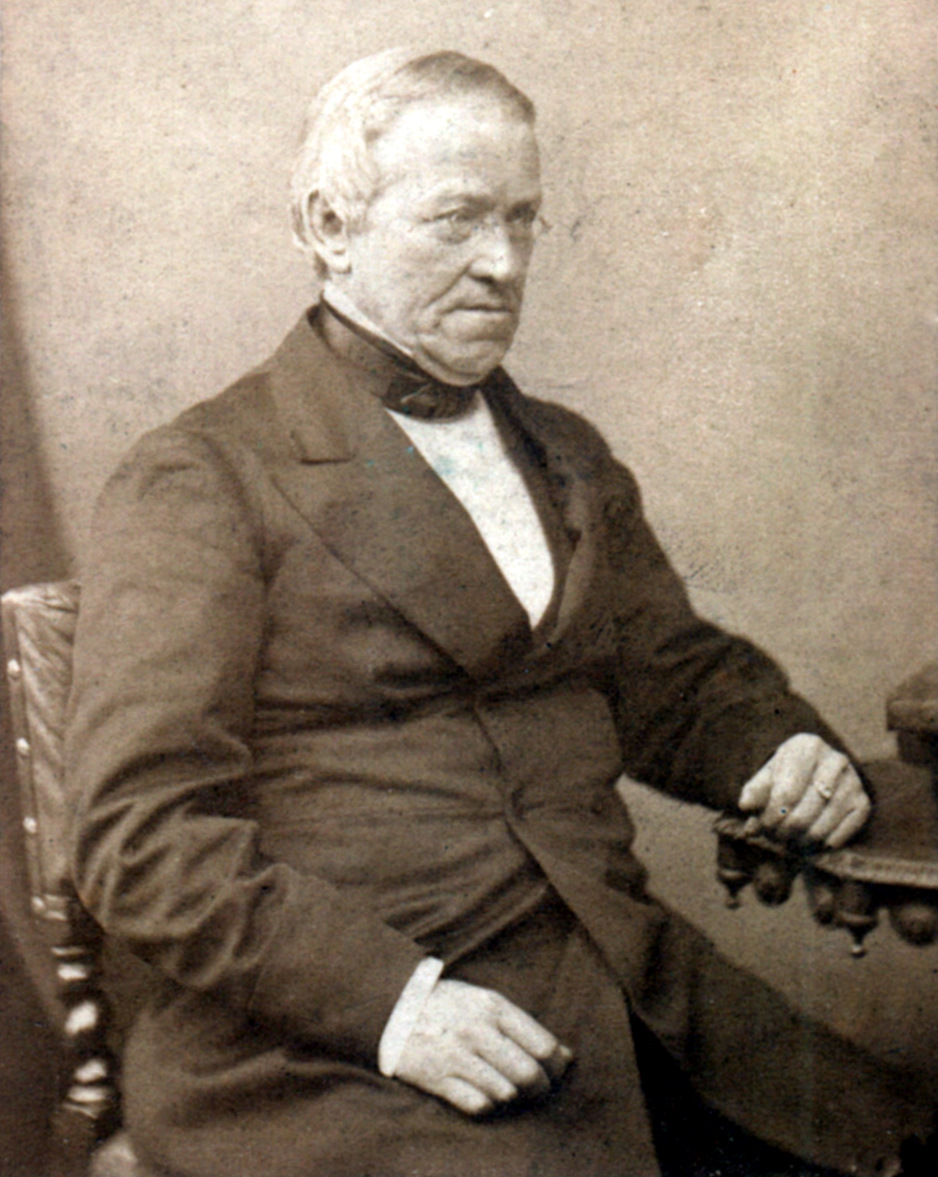
Wheatstone en sus últimos años

Aunque silencioso y reservado en público, Wheatstone era un hablador claro y voluble en privado, si se hablaba de sus estudios favoritos. Sir Henry Taylor cuenta que una vez observó a Wheatstone en una fiesta nocturna en Oxford y le ofreció a lord Palmerston las capacidades de su telégrafo. '¡No diga eso!' exclamó el estadista. Debo hacer que se lo diga al señor canciller. Y dicho esto, conectó al electricista con lord Westbury y logró escapar. Una reminiscencia de esta entrevista pudo haber llevado a Palmerston a señalar que se avecinaba un momento en que se le podría preguntar a un ministro en el Parlamento si había estallado la guerra en la India, y respondería: '«Espere un momento; solo telegrafiaré al Gobernador General y se lo haré saber».
Wheatstone fue nombrado caballero en 1868, después de completar el telégrafo automático. Anteriormente, se le había convertido en Caballero de la Legión de Honor. Unas treinta y cuatro distinciones y diplomas de sociedades nacionales o extranjeras dieron testimonio de su reputación científica. Desde 1836 había sido miembro de la Royal Society, y en 1859 fue elegido miembro extranjero de la Real Academia de Ciencias de Suecia, y en 1873, asociado extranjero de la Academia de Ciencias de Francia. El mismo año fue galardonado con la Medalla Ampere de la Sociedad Francesa para el Fomento de la Industria Nacional. En 1875, fue miembro honorario de la Institución de Ingenieros Civiles. Era un D.C.L. de Oxford y un LL.D. de Cambridge.
Mientras realizaba una visita a París durante el otoño de 1875, y se dedicaba a perfeccionar su instrumento de recepción de los cables submarinos, se resfrió, lo que produjo una inflamación de los pulmones, una enfermedad por la que murió en París, el 19 de octubre de 1875. El servicio conmemorativo se llevó a cabo en la Capilla Anglicana, París, y asistió una delegación de la Academia. Sus restos fueron llevados a su hogar en Park Crescent, Londres, (marcados hoy por una placa azul) y fue enterrados en el cementerio de Kensal Green.

## Aportaciones en instrumentos de música y Acústica
En septiembre de 1821, Wheatstone se dio a conocer públicamente al mostrar la 'Enchanted Lyre' o 'Aconcryptophone' en una tienda de música en el Pall Mall y en la Adelaide Gallery. Consistió en una lira mímica colgada del techo por una cuerda, y emitiendo las tensiones de varios instrumentos: el piano, el arpa y el dulcémele. En realidad, se trataba de una simple caja de resonancia, y el cable era una varilla de acero que transmitía las vibraciones de la música de varios instrumentos que se reproducían fuera de la vista y del oído. En este período, Wheatstone realizó numerosos experimentos sobre el sonido y su transmisión. Algunos de sus resultados se conservan en Annals of Philosophy de Thomson para 1823. Reconoció que el sonido se propaga por ondas u oscilaciones de la atmósfera, ya que la luz se creía que era por ondulaciones del éter luminífero. El agua y los cuerpos sólidos, como el vidrio o el metal o la madera sonora, transmiten las modulaciones a alta velocidad, y concibió el plan de transmitir señales de sonido, música o discurso a largas distancias por este medio. Estimó que el sonido viajaría 200 millas por segundo (320 km/s) a través de barras sólidas, y propuso telegrafiar desde Londres a Edimburgo de esta manera. Incluso llamó a su arreglo un "teléfono". (Robert Hooke, en su Micrographia, publicado en 1667, escribe: "Puedo asegurarle al lector que, con la ayuda de un cable distendido, he propagado el sonido a una distancia considerable en un instante, o con un sonido aparentemente rápido. movimiento como el de la luz. "Tampoco era esencial que el cable fuera recto, sino que podría estar doblado en ángulos. Esta propiedad es la base del teléfono mecánico o de amante, del que se decía que era conocido por los chinos hace muchos siglos. consideramos la posibilidad de encontrar una manera de acelerar nuestros poderes de audición.) Un escritor en el Repositorio de las Artes para el 1 de septiembre de 1821, al referirse a la 'Lira Encantada', contempla la posibilidad de una ópera en el King's Theatre, y Lo disfruté en Hanover Square Rooms, o incluso en Horns Tavern, Kennington. Las vibraciones deben viajar a través de conductores subterráneos, como gas en tuberías.
Y si la música es capaz de ser así conducida ", observa," tal vez las palabras del habla puedan ser susceptibles de los mismos medios de propagación ". La elocuencia del abogado, los debates del Parlamento, en lugar de ser leídos al día siguiente solamente, - Pero nos perderemos en la búsqueda de este curioso tema.
Además de transmitir sonidos a distancia, Wheatstone ideó un instrumento simple para aumentar los sonidos débiles, al que dio el nombre de 'Micrófono'. Consistió en dos varillas delgadas, que transmitieron las vibraciones mecánicas a ambos oídos, y es bastante diferente del micrófono eléctrico del profesor Hughes.
En 1823, su tío, el fabricante de instrumentos musicales, murió, y Charles Wheatstone, con su hermano mayor, William, se hizo cargo del negocio. A Charles no le gustaba mucho la parte comercial, pero su ingenio encontró un respiro en la mejora de los instrumentos existentes y en el diseño de juguetes filosóficos. Él también inventó sus propios instrumentos. Uno de los más famosos fue la concertina Wheatstone. Era un instrumento de seis lados con 64 teclas. Estas claves proporcionan para simples digitaciones cromáticas. La Concertina inglesa se hizo cada vez más famosa a lo largo de su vida; sin embargo, no alcanzó su pico de popularidad hasta principios del siglo XX.
En 1827 Wheatstone presentó su 'kaleidophone', un dispositivo para hacer visibles las vibraciones de un cuerpo que suena a la vista. Consiste en una varilla de metal, que lleva en su extremo un cordón plateado, que refleja una "mancha" de luz. A medida que la varilla vibra, se ve el punto para describir figuras complicadas en el aire, como una chispa girando en la oscuridad. Su fotómetro probablemente fue sugerido por este aparato. Permite comparar dos luces por el brillo relativo de sus reflejos en un cordón plateado, que describe una elipse estrecha, para dibujar los puntos en líneas paralelas.
En 1828, Wheatstone mejoró el instrumento de viento alemán, llamado Mundharmonika, hasta que se convirtió en la concertina popular, patentada el 19 de diciembre de 1829. El armonio portátil es otro de sus inventos, que ganó una medalla de premio en la Gran Exposición de 1851. También mejoró la máquina de hablar de De Kempelen y respaldó la opinión de Sir David Brewster, que antes de fin de siglo cantaba y el aparato de hablar estaría entre las conquistas de la ciencia.
En 1834, Wheatstone, que se había ganado un nombre, fue nombrado para la Cátedra de Física Experimental en King's College London. Su primer curso de conferencias sobre sonido fue un completo fracaso, debido a su aborrecimiento de hablar en público. En la tribuna estaba atado de la lengua e incapaz, a veces dando la espalda a la audiencia y murmurando los diagramas en la pared. En el laboratorio se sentía como en casa, y siempre confinó sus deberes principalmente a la demostración.

## Aportaciones en velocidad y electricidad
Logró renombre gracias a un gran experimento realizado en 1834: la medición de la velocidad de la electricidad en un cable. Cortó el cable en el medio, para disponer un espacio por el que una chispa pudiera saltar, y conectó sus extremos a los polos de una botella de Leyden llena de electricidad. Se produjeron tres chispas, una en cada extremo del cable y otra en el medio. Montado en un pequeño espejo en las obras de un reloj, de modo que giró a gran velocidad, y observó los reflejos de sus tres chispas en él. Los puntos del cable estaban dispuestos de tal manera que si las chispas fueran instantáneas, sus reflejos aparecerían en una línea recta; pero se vio que el del medio se quedaba atrás de los demás, porque llegó un instante más tarde. La electricidad había tardado cierto tiempo en viajar desde los extremos del cable hasta el medio. Este tiempo se encontró midiendo la cantidad de retraso y comparándolo con la velocidad conocida del espejo. Al tener tiempo, solo tenía que comparar eso con la longitud de la mitad del cable, y podía encontrar la velocidad de la electricidad. Sus resultados dieron una velocidad calculada de 288 000 mi/s, es decir, más rápida de lo que ahora se sabe que es la velocidad de la luz (299 792,458 km/s (186 000 mi/s)), pero no obstante fue una aproximación interesante. Algunos científicos ya habían reconocido que la "velocidad" de la electricidad dependía de las propiedades del conductor y su entorno. Francis Ronalds había observado el retraso de la señal en su cable de telégrafo eléctrico enterrado (pero no su línea aerotransportada) en 1816 y describió su causa como inducción. Wheatstone fue testigo de estos experimentos siendo aún joven, que aparentemente fueron un estímulo para su propia investigación en telegrafía. Décadas más tarde, después de que se comercializara el telégrafo, Michael Faraday describió cómo la velocidad de un campo eléctrico en un cable submarino, cubierto con aislante y rodeado de agua, era de solo 144 000 mi/s (232 000 km/s), o aun menos. El dispositivo de Wheatstone del espejo giratorio fue luego empleado por Léon Foucault e Hippolyte Fizeau para medir la velocidad de la luz.

## Inventos

### Espectroscopio
Wheatstone y otros también contribuyeron a la espectroscopía temprana a través del descubrimiento y la explotación de líneas de emisión espectral.
Como escribió John Munro en 1891, «En 1835, en la reunión de Dublín de la Asociación Británica, Wheatstone demostró que cuando los metales se volatilizaban en la chispa eléctrica, su luz, examinada a través de un prisma, revelaba ciertos rayos que eran característicos de ellos. el tipo de metales que formaron los puntos de chispa podría determinarse mediante el análisis de la luz de la chispa. Esta sugerencia ha sido de gran utilidad en el análisis del espectro, y tal como lo aplicaron Robert Bunsen, Gustav Robert Kirchhoff y otros, ha llevado al descubrimiento de varios elementos nuevos, como el rubidio y el talio, así como el aumento de nuestro conocimiento de los cuerpos celestes».

### Telégrafo
Wheatstone abandonó su idea de transmitir inteligencia por la vibración mecánica de las barras, y tomó el telégrafo eléctrico. En 1835 dio una conferencia sobre el sistema del Barón Schilling, y declaró que ya se conocían los medios por los cuales un telégrafo eléctrico podría ser de gran utilidad para el mundo. Hizo experimentos con un plan propio, y no solo propuso establecer una línea experimental a través del Támesis, sino establecerla en el Ferrocarril de Londres y Birmingham. Sin embargo, antes de que se llevaran a cabo estos planes, recibió una visita de William Fothergill Cooke en su casa en Conduit Street el 27 de febrero de 1837, que tuvo una influencia importante en su futuro.

## Cooperación con Cook
Cooke era un oficial del ejército de Madras, que, de regreso a casa, asistía a algunas clases de anatomía en la Universidad de Heidelberg, donde, el 6 de marzo de 1836, presenció una manifestación con el telégrafo del profesor Georg Wilhelm Munke, y quedó tan impresionado con su importancia, que abandonó sus estudios de medicina y dedicó todos sus esfuerzos a la tarea de introducir el telégrafo. Regresó a Londres poco después, y pudo exhibir un telégrafo con tres agujas en enero de 1837. Sintiendo su falta de conocimiento científico, consultó a Michael Faraday y a Peter Mark Roget (entonces secretario de la Royal Society), el último de los cuales le remitió a Wheatstone.
En una segunda entrevista, ooke le dijo a Wheatstone su intención de sacar un telégrafo de trabajo y explicó su método. Wheatstone, de acuerdo con su propia declaración, comentó a Cooke que el método no actuaría, y produjo su propio telégrafo experimental. Finalmente, Cooke propuso que deberían establecer una asociación, pero Wheatstone al principio se mostró reacio a cumplir. Era un hombre de ciencia muy conocido, y había tenido la intención de publicar sus resultados sin buscar capitalizarlos. Cooke, por otro lado, declaró que su único objetivo era hacer una fortuna con el plan. En mayo acordaron unirse a sus fuerzas, Wheatstone aportó los científicos y Cooke el talento administrativo. La escritura de la sociedad data del 19 de noviembre de 1837. Se realizó una patente conjunta para sus invenciones, incluido el telégrafo de cinco agujas de Wheatstone, y una alarma trabajada por un relevo, en el que la corriente, al sumergir una aguja en mercurio, completó un circuito local y liberó el fiador de un mecanismo de relojería.
El telégrafo de cinco agujas, que era principalmente, si no enteramente, debido a Wheatstone, era similar al de Schilling, y se basaba en el principio enunciado por André-Marie Ampère, es decir, la corriente se enviaba a la línea por completando el circuito de la batería con una llave de apertura y cierre, y en el otro extremo pasó a través de una bobina de alambre que rodea una aguja magnética libre para girar alrededor de su centro. De acuerdo a como un polo de la batería o el otro se aplicó a la línea por medio de la llave, la corriente desvió la aguja hacia un lado u otro. Había cinco circuitos separados que accionaban cinco agujas diferentes. Los últimos estaban pivotados en hileras en el centro de una esfera con forma de diamante, y tenían las letras del alfabeto dispuestas sobre él de tal manera que una letra era literalmente señalada por la corriente desviando dos de las agujas hacia ella.

## Instalaciones tempranas
Se ejecutó una línea experimental, con un sexto cable de retorno, entre el terminal de Euston y la estación de Camden Town de Londres y North Western Railway el 25 de julio de 1837. La distancia real era de solo una milla y media (2,4 km), pero un alambre de repuesto había sido insertado en el circuito para aumentar su longitud. Era tarde en la noche antes de que el juicio tuviera lugar. El señor Cooke estaba a cargo en Camden Town, mientras que Robert Stephenson y otros caballeros observaban; y Wheatstone estaba sentado frente a su instrumento en una pequeña habitación sucia, iluminada por una vela de sebo, cerca de la oficina de reservas de Euston. Wheatstone envió el primer mensaje, a lo que Cooke respondió, y "nunca" dijo Wheatstone, "sentí una sensación tan tumultuosa antes, como cuando, solo en la habitación inmóvil, escuché el clic de las agujas, y cuando deletreé las palabras , Sentí que toda la magnitud de la invención se decía que era practicable más allá de toda crítica o disputa ". Un instrumento de telégrafo de doble aguja del tipo utilizado en el Great Western Railway. A pesar de esta prueba, sin embargo, los directores del ferrocarril trataron con indiferencia el invento 'novedoso' y solicitaron su eliminación. En julio de 1839, sin embargo, fue favorecido por el Great Western Railway, y una línea erigida desde la estación de Paddington hasta la estación de trenes West Drayton, a una distancia de trece millas (21 km). Parte del cable fue enterrado al principio, pero posteriormente todo se elevó en postes a lo largo de la línea. Su circuito se extendió finalmente a Slough en 1841, y se exhibió públicamente en Paddington como una maravilla de la ciencia, que podía transmitir cincuenta señales a una distancia de 280,000 millas por minuto (7,500 km/s). El precio de admisión fue de un chelín (£ 0.05), y en 1844 un observador fascinado registró lo siguiente:

Es perfecta desde el extremo del Gran Oeste hasta Slough, es decir, dieciocho millas, los cables están en algunos lugares bajo tierra en tubos, y en otros en lo alto, lo que dura , dice, es de lejos el mejor plan. Le preguntamos si el clima no afectaba a los cables, pero dijo que no, que una tormenta violenta podría sonar una campana, pero nada más. Nos llevaron a una habitación pequeña (nosotras eramos la Sra. Drummond, la señorita Philips, Harry Codrington y yo (y después los Milman y el señor Rich) donde había varios estuches de madera que contenían diferentes tipos de telégrafos. En un tipo, cada palabra se escribía, y cada letra se colocaba a su vez en una posición particular, la maquinaria hizo que el fluido eléctrico corriera por la línea, donde hizo que la letra se mostrara en Slough, por lo que la maquinaria no pudo explicar. Después de cada palabra llegó un letrero de Slough, que significaba "Comprendo", sin duda entrando menos de un segundo desde el final de la palabra ...... Otro imprime los mensajes que trae, de modo que si nadie atendía el timbre, .... el mensaje no se perdería. Esto se efectúa por el fluido eléctrico que hace que un pequeño martillo golpee la letra que se presenta, la letra que se levanta golpea un papel de escritura múltiple (una nueva invención, papel negro que, si se presiona, deja una marca negra indeleble), por la cual significa que la impresión queda en el papel blanco debajo. Este fue el más ingenioso de todos, y aparentemente el favorito del Sr. Wheatstone; fue muy amable al explicar, pero él mismo lo comprende tan bien que no puede sentir lo poco que sabemos al respecto, y va demasiado rápido para que gente tan ignorante lo siga en todo. La Sra. Drummond me dijo que es maravilloso por la rapidez con la que piensa y su poder de invención; inventa tantas cosas que no puede poner en práctica la mitad de sus ideas, pero las deja para que las recojan y las utilicen otras personas, que obtienen el crédito de ellas.
Gertrude Sullivan

## Atención pública y logros
El público tomó la nueva invención después de la captura del asesino John Tawell, quien en 1845, se había convertido en la primera persona en ser arrestada como resultado de la tecnología de las telecomunicaciones. Ese mismo año, Wheatstone introdujo dos formas mejoradas del aparato, a saber, los instrumentos de aguja "simple" y "doble", en los que las señales se realizaban mediante las sucesivas deflexiones de las agujas. De estos, el instrumento de aguja única, que requiere solo un cable, todavía está en uso.
El desarrollo del telégrafo se puede recopilar a partir de dos hechos. En 1855, la muerte del emperador Nicolás de Rusia en San Petersburgo, alrededor de la una de la tarde, se anunció en la Cámara de los Lores unas horas más tarde. El resultado de The Oaks de 1890 se recibió en Nueva York quince segundos después de que los caballos pasaran el puesto ganador.

## Diferencias con Cook
En 1841 surgió una diferencia entre Cooke y Wheatstone en cuanto a la participación de cada uno en el honor de inventar el telégrafo. La cuestión fue sometida al arbitraje del famoso ingeniero, Marc Isambard Brunel, en nombre de Cooke, y el profesor Daniell, del King's College, el inventor de la batería Daniell, por parte de Wheatstone. Le otorgaron a Cooke el mérito de haber introducido el telégrafo como una empresa útil que prometía ser de importancia nacional, y para Wheatstone el hecho de que, por sus investigaciones, preparó al público para recibirlo. Concluyeron con las palabras: «Es a las labores unidas de dos caballeros tan bien calificados para la asistencia mutua que debemos atribuir el rápido progreso que ha logrado esta importante invención durante cinco años desde que se asociaron». La decisión, por vaga que sea, dice que el telégrafo de aguja es una producción conjunta. Si fue principalmente inventado por Wheatstone, fue introducido principalmente por Cooke. Sus respectivas participaciones en la empresa podrían compararse con las de un autor y su editor, pero por el hecho de que el mismo Cooke participó en el trabajo real de invención.

## Desarrollos del telégrafo
Desde 1836-1837, Wheatstone había pensado mucho sobre los telégrafos submarinos, y en 1840 presentó pruebas ante el Comité de Ferrocarriles de la Cámara de los Comunes sobre la viabilidad de la línea propuesta de Dover a Calais. Incluso había diseñado la maquinaria para hacer y tender el cable. En el otoño de 1844, con la ayuda de J. D. Llewellyn, sumergió un tramo de cable aislado en la bahía de Swansea, y lo atravesó desde un barco hasta el Faro de Mumbles. El año siguiente sugirió el uso de gutapercha para el revestimiento del cable previsto en el canal de la Mancha.
En 1840, Wheatstone había patentado un telégrafo alfabético, o «Instrumento de Wheatstone A B C», que se movía paso a paso y mostraba las letras del mensaje en un dial. El mismo principio se utilizó en su telégrafo de impresión de tipo, patentado en 1841. Este fue el primer aparato que imprimió un telegrama en tipo. Fue trabajado por dos circuitos, y como el tipo giraba, un martillo, accionado por la corriente, presionaba la letra requerida en el papel.
La introducción del telégrafo había avanzado tanto que, el 2 de septiembre de 1845, se registró la Electric Telegraph Company, y Wheatstone, por su escritura de sociedad con Cooke, recibió una suma de £ 33,000 por el uso de sus invenciones conjuntas.
En 1859, la Junta de Comercio designó a Wheatstone para que informara sobre el tema de los cables atlánticos, y en 1864 fue uno de los expertos que asesoró a Atlantic Telegraph Company en la construcción de las exitosas líneas de 1865 y 1866.
En 1870 las líneas de telégrafo eléctrico del Reino Unido, trabajadas por diferentes compañías, fueron transferidas a la Oficina de Correos, y puestas bajo el control del Gobierno.
Wheatstone además inventó el transmisor automático, en el que las señales del mensaje se perforan primero en una tira de papel, que luego se pasa a través de la tecla de envío y controla las corrientes de señal. Al sustituir un mecanismo de la mano en el envío del mensaje, fue capaz de telegrafiar alrededor de 100 palabras por minuto, o cinco veces la velocidad normal. En el servicio Postal Telegraph, este aparato se emplea para enviar telegramas de prensa, y recientemente se ha mejorado tanto que ahora se envían mensajes desde Londres a Bristol a una velocidad de 600 palabras por minuto, e incluso de 400 palabras por minuto entre Londres  y Aberdeen. La noche del 8 de abril de 1886, cuando Gladstone presentó su Proyecto de Ley de Autonomía en Irlanda, se enviaron no menos de 1,500,000 palabras desde la estación central en St. Martin's-le-Grand por 100 transmisores de Wheatstone. El plan de enviar mensajes por una tira de papel en ejecución que acciona la clave fue originalmente patentado por Bain en 1846; pero Wheatstone, ayudado por Augustus Stroh, un mecánico consumado y un  experimentador con vasta experiencia, fue el primero en llevar la idea a una operación exitosa. Este sistema a menudo se conoce como el perforador de Wheatstone y es el precursor del mercado de valores Ticker tape.

## Óptica
El estereoscopio fue descrito por primera vez por Wheatstone en 1838. En 1840 fue galardonado con la Medalla Real de la Royal Society por su explicación de la visión binocular, una investigación que lo llevó a hacer dibujos estereoscópicos y construir el estereoscopio. Mostró que nuestra impresión de solidez se gana mediante la combinación en la mente de dos imágenes separadas de un objeto tomadas por ambos ojos desde diferentes puntos de vista. Por lo tanto, en el estereoscopio, una disposición de lentes o espejos, dos fotografías del mismo objeto tomadas desde diferentes puntos se combinan para hacer que el objeto se destaque con un aspecto sólido. Sir David Brewster mejoró el estereoscopio prescindiendo de los espejos y llevándolo a su forma actual con lentes.
El 'pseudoscope' (Wheatstone acuñó el término del griego, ψευδίς σκοπειν) se introdujo en 1852, y es en cierto modo el reverso del estereoscopio, ya que hace que un objeto sólido parezca hueco, y uno más cercano a ser más lejos; por lo tanto, un busto parece ser una máscara, y un árbol que crece fuera de una ventana parece como si estuviera creciendo dentro de la habitación. Su propósito era probar su teoría de la visión estereoscópica y las investigaciones sobre lo que ahora se llamaría psicología experimental.

## Midiendo el tiempo
En 1840, Wheatstone introdujo su cronóscopo, para medir intervalos de tiempo diminutos, que se usaba para determinar la velocidad de una bala o el paso de una estrella. En este aparato, una corriente eléctrica accionaba un electroimán, que señalaba el instante de ocurrencia por medio de un lápiz sobre un papel en movimiento. Se dice que fue capaz de distinguir 1/7300 parte de un segundo (137 microsegundos) y el tiempo que un cuerpo tardó en caer desde una altura de una pulgada (25 mm). El 26 de noviembre de 1840, exhibió su reloj electromagnético en la biblioteca de la Royal Society, y propuso un plan para distribuir la hora correcta de un reloj estándar a una serie de relojes locales. Los circuitos de estos iban a ser electrificados por una llave o contacto fabricado por el árbol de la norma, y sus manos corregidas por electromagnetismo. El siguiente enero Alexander Bain obtuvo una patente para un reloj electromagnético, y posteriormente acusó a Wheatstone de apropiarse de sus ideas. Parece que Bain trabajó como mecánico en Wheatstone desde agosto hasta diciembre de 1840, y afirmó que había comunicado la idea de un reloj eléctrico a Wheatstone durante ese período; pero Wheatstone sostuvo que había experimentado en esa dirección durante mayo. Bain acusó además a Wheatstone de robar su idea del telégrafo de impresión electromagnética; pero Wheatstone demostró que el instrumento era solo una modificación de su propio telégrafo electromagnético. En 1840, Alexander Bain le mencionó al editor de Mechanics Magazine sus problemas financieros. Él lo presentó a sir Charles Wheatstone. Bain le mostró sus modelos a Wheatstone, quien, cuando se le pidió su opinión, dijo: «¡Oh, no debería molestarme en desarrollar más estas cosas! No hay futuro en ellas». [2] Tres meses después, Wheatstone demostró un reloj eléctrico para la Royal Society, alegando que fue su propia invención. Sin embargo, Bain ya había solicitado una patente para ello. Wheatstone intentó bloquear las patentes de Bain, pero falló. Cuando Wheatstone organizó una Ley del Parlamento para establecer la Electric Telegraph Company, la Cámara de los Lores convocó a Bain para que prestara pruebas, y finalmente obligó a la compañía a pagarle a Bain £ 10,000 y darle un trabajo como gerente, lo que causó la renuncia de Wheatstone.

## Reloj polar
Uno de los dispositivos más ingeniosos de Wheatstone fue el 'Reloj polar', exhibido en la reunión de la Asociación Británica en 1848. Está basado en el hecho descubierto por Sir David Brewster, de que la luz del cielo está polarizada en un plano en ángulo de noventa grados desde la posición del sol. Se sigue que al descubrir ese plano de polarización y medir su acimut con respecto al norte, la posición del sol, aunque debajo del horizonte, podría ser determinada, y el tiempo solar aparente obtenido. El reloj consistía en un catalejo, que tenía un prisma Nicol (doble imagen) para un ocular y un delgado plato de selenita para un objeto de vidrio. Cuando el tubo se dirigió al Polo Norte, es decir, paralelo al eje de la Tierra, y el prisma del ocular giró hasta que no se vio ningún color, el ángulo de giro, como lo muestra un índice que se mueve con el prisma sobre un miembro graduado , dio la hora del día. El dispositivo es de poca utilidad en un país donde los relojes son confiables; pero formó parte del equipo de la expedición de North Polar 1875-1876 comandada por el Capitán Nares.

## Puente de  Wheatstone
En 1843, Wheatstone comunicó un importante documento a la Royal Society, titulado 'Una cuenta de varios procesos nuevos para determinar las constantes de un circuito voltaico'. Contenía una exposición del conocido equilibrio para medir la resistencia eléctrica de un conductor, que todavía se conoce con el nombre de Puente o equilibrio de Wheatstone, aunque fue ideado por primera vez por Samuel Hunter Christie, de la Real Academia Militar, Woolwich, quien publicó en las Transacciones filosóficas de 1833. El método fue descuidado hasta que Wheatstone lo notificó. Su trabajo está repleto de fórmulas simples y prácticas para el cálculo de corrientes y resistencias según la ley de Ohm. Introdujo una unidad de resistencia, a saber, un pie de alambre de cobre que pesaba cien granos (6,5 g), y mostró cómo se podría aplicar para medir la longitud del cable por su resistencia. Fue galardonado con una medalla por su papel por la Sociedad.  Ese mismo año inventó un aparato que permitía registrar la lectura de un termómetro o un barómetro a distancia mediante un contacto eléctrico hecho por el mercurio. Un telégrafo de sonido, en el que las señales fueron dadas por el toque de una campana, también fue patentado por Cooke y Wheatstone en mayo de ese año.

## Criptografía
El ingenio notable de Wheatstone también se mostró en la invención de cifrados. Fue responsable del inusual cifrado de Playfair, llamado así en honor a su amigo Lord Playfair. Fue utilizado por los militares de varias naciones al menos durante la Primera Guerra Mundial, y se sabe que fue utilizado durante la Segunda Guerra Mundial por los servicios de inteligencia británicos.
Al principio era resistente al criptoanálisis, pero finalmente se desarrollaron métodos para romperlo. También se involucró en la interpretación de manuscritos cifrados en el Museo Británico. Ideó una criptografía o máquina para convertir un mensaje en cifrado, lo que solo podía interpretarse colocando el cifrado en una máquina correspondiente ajustada para descifrarlo.

## Generadores eléctricos
En 1840, Wheatstone sacó su máquina magnetoeléctrica para generar corrientes continuas. El 4 de febrero de 1867, publicó un documento a la Royal Society, el principio de la reacción en la máquina dinamoeléctrica; pero C. W. Siemens había comunicado el descubrimiento idéntico diez días antes, y ambos documentos se leyeron el mismo día. Más tarde, apareció que Werner von Siemens, Samuel Alfred Varley y Wheatstone habían llegado independientemente al principio en pocos meses el uno del otro. Varley lo patentó el 24 de diciembre de 1866; Siemens llamó la atención el 17 de enero de 1867; y Wheatstone lo exhibió en acción en la Royal Society en la fecha mencionada.

## Disputas sobre la invención
Wheatstone estuvo involucrado en varias disputas con otros científicos a lo largo de su vida con respecto a su rol en diferentes tecnologías y, a veces, pareció tomar más crédito del que le correspondía. Además de William Fothergill Cooke, Alexander Bain y David Brewster, mencionados anteriormente, estos también incluyeron a Francis Ronalds en el Observatorio Kew. Muchos creyeron erróneamente que Wheatstone había creado el aparato de observación de la electricidad atmosférica que Ronalds inventó y desarrolló en el observatorio en la década de 1840 y también instaló los primeros instrumentos meteorológicos de grabación automática allí (véase, por ejemplo, Howarth, p. 158).